# Ádám Kónya
Ádám Kónya (ur. 19 grudnia 1992 w Veszprémie) – węgierski biegacz narciarski, zawodnik klubu Veszpremi SE.

## Kariera
Po raz pierwszy na arenie międzynarodowej Ádám Kónya pojawił się w 18 grudnia 2009 roku, podczas zawodów juniorskich w austriackiej miejscowości Hochfilzen, gdzie został zgłoszony do biegu sprinterskiego ale w nim nie wystartował. 2 stycznia 2010 ukończył rywalizację na 37. miejscu w biegu na 10 km stylem dowolnym w austriackim Ramsau am Dachstein. W 2011 wystartował w kwalifikacjach do biegu na Mistrzostwach Świata w Oslo. W kwalifikacjach nie uzyskał awansu do biegu głównego plasując się na 20. miejscu.
W Pucharze Świata nie zadebiutował.

## Osiągnięcia

### Igrzyska olimpijskie
| Miejsce | Dzień     | Rok  | Miejscowość | Konkurencja              | Czas biegu  | Strata      | Zwycięzca              |
| ------- | --------- | ---- | ----------- | ------------------------ | ----------- | ----------- | ---------------------- |
| 67.     | 11 lutego | 2018 | Pjongczang  | Sprint stylem klasycznym | 3:05,75 min | —           | Johannes Høsflot Klæbo |
| 89.     | 16 lutego | 2018 | Pjongczang  | 15 km stylem dowolnym    | 33:43,9 min | +5:43,3 min | Dario Cologna          |

### Mistrzostwa świata
| Miejsce | Dzień     | Rok  | Miejscowość      | Konkurencja                      | Czas biegu   | Strata      | Zwycięzca              |
| ------- | --------- | ---- | ---------------- | -------------------------------- | ------------ | ----------- | ---------------------- |
| 26.     | 22 lutego | 2015 | Falun            | Sprint drużynowy stylem dowolnym | 15:32,89 min | +26,46 s    | Norwegia               |
| 81.     | 25 lutego | 2015 | Falun            | 15 km stylem dowolnym            | 35:01,6 min  | +6:32,4 min | Johan Olsson           |
| 61.     | 23 lutego | 2017 | Lahti            | Sprint stylem dowolnym           | 3:13,76 min  | —           | Federico Pellegrino    |
| 61.     | 1 marca   | 2017 | Lahti            | 15 km stylem klasycznym          | 36:44,0 min  | +5:46,8 min | Iivo Niskanen          |
| 69.     | 21 lutego | 2019 | Seefeld in Tirol | Sprint stylem dowolnym           | 3:21,17 min  | —           | Johannes Høsflot Klæbo |
| 71.     | 27 lutego | 2019 | Seefeld in Tirol | 15 km stylem klasycznym          | 38:22,6 min  | +6:17,3 min | Martin Johnsrud Sundby |
| 81.     | 25 lutego | 2021 | Oberstdorf       | Sprint stylem klasycznym         | 3:01,30 min  | -           | Johannes Høsflot Klæbo |
| 28.     | 28 lutego | 2021 | Oberstdorf       | Sprint drużynowy stylem dowolnym | 15:01,74 min | -           | Norwegia               |
| 105.    | 3 marca   | 2021 | Oberstdorf       | 15 km stylem dowolnym            | 33:48,7 min  | kwal.       | Hans Christer Holund   |
| 16.     | 5 marca   | 2021 | Oberstdorf       | bieg sztafetowy 4×10 km          | 1:52:39,0 h  | LAP         | Norwegia               |

### Mistrzostwa świata młodzieżowców
| Miejsce | Dzień       | Rok  | Miejscowość   | Konkurs                  | Wynik       | Strata      | Zwycięzca             |
| ------- | ----------- | ---- | ------------- | ------------------------ | ----------- | ----------- | --------------------- |
| 68.     | 22 stycznia | 2013 | Liberec       | Sprint stylem klasycznym | —           | —           | Federico Pellegrino   |
| 79.     | 24 stycznia | 2013 | Liberec       | 15 km stylem dowolnym    | 35:44,1 min | +6:59,0 min | Siergiej Ustiugow     |
| 68.     | 29 stycznia | 2014 | Val di Fiemme | Sprint stylem dowolnym   | —           | —           | Siergiej Ustiugow     |
| 70.     | 30 stycznia | 2014 | Val di Fiemme | 15 km stylem klasycznym  | 38:26,6 min | +5:46,1 min | Iivo Niskanen         |
| 44.     | 3 lutego    | 2015 | Ałmaty        | Sprint stylem klasycznym | —           | —           | Sondre Turvoll Fossli |
| 51.     | 5 lutego    | 2015 | Ałmaty        | 15 km stylem dowolnym    | 35:55,3 min | +4:27,6 min | Florian Notz          |

### Mistrzostwa świata juniorów
| Miejsce | Dzień       | Rok  | Miejscowość  | Konkurencja              | Czas biegu  | Strata      | Zwyciężczyni           |
| ------- | ----------- | ---- | ------------ | ------------------------ | ----------- | ----------- | ---------------------- |
| DNS     | 25 stycznia | 2010 | Hinterzarten | Sprint stylem dowolnym   | —           | —           | Tomas Northug          |
| 103.    | 27 stycznia | 2010 | Hinterzarten | 10 km stylem klasycznym  | 23:58,0 min | +6:04,5 min | Pål Golberg            |
| DNF     | 29 stycznia | 2010 | Hinterzarten | 20 km bieg łączony       | 56:54,1 min | —           | Piotr Siedow           |
| 79.     | 26 stycznia | 2011 | Otepää       | 10 km stylem dowolnym    | 24:05,2 min | +3:12,0 min | Sindre Bjørnestad Skar |
| 79.     | 28 stycznia | 2011 | Otepää       | Sprint stylem klasycznym | —           | —           | Siergiej Ustiugow      |
| 76.     | 20 lutego   | 2012 | Erzurum      | Sprint stylem dowolnym   | —           | —           | Siergiej Ustiugow      |
| 88.     | 22 lutego   | 2012 | Erzurum      | 10 km stylem klasycznym  | 25:24,7 min | +5:41,7 min | Siergiej Ustiugow      |